# 磷酸果糖激酶2
磷酸果糖激酶2（英語：Phosphofructokinase-2；PFK2；EC 2.7.1.105）是一種生物體內雙重功能酶，在某些細胞作用，扮演調節血液葡萄糖濃度的角色。磷酸果糖激酶-2与果糖二磷酸酶-2（FBPase2）两者是存在于一条多肽链上的两个酶，这个蛋白质被磷酸化后，磷酸果糖激酶-2的催化水平下降而果糖二磷酸酶-2的催化水平上升，于是果糖-2,6-二磷酸在细胞中的水平下降。